# Bombezinu-sličan receptor 3
Bombezinu-sličan receptor 3 (BRS-3) je protein koji je kod ljudi kodiran  genom.

## Funkcija
Kod sisara su bombezinu-slični peptidi široko rasprostranjeni u  centralnom nervnom sistemu, kao i u gastrointenstinalnom traktu, gde oni modulišu kontrakcije glatkih mišića, eksokrine i endokrine procese, metabolizam, i ponašanje. Oni deluju putem vezivanja za G protein-spregnute receptore na ćelijskoj površni. Bombezinu-slični peptidni receptori su gastrin-oslobađajući peptidni receptor, neuromedinski B receptor, i bombezinu-sličan receptor-3.
 je G protein-spregnuti receptor, koji ima nizak afinitet za prirodne bombezinu-srodne peptide. Njegov endogeni ligand visokog afiniteta nije poznat, te je ovaj receptor klasifikovan kao orfanski receptor.

## Literatura
1. ↑  „Bombesin Receptors: BB3”. IUPHAR Database of Receptors and Ion Channels. International Union of Basic and Clinical Pharmacology. Архивирано из оригинала 03. 03. 2016. г.
2. 1 2  Fathi Z, Corjay MH, Shapira H, Wada E, Benya R, Jensen R, Viallet J, Sausville EA, Battey JF (1993). „BRS-3: a novel bombesin receptor subtype selectively expressed in testis and lung carcinoma cells”. J. Biol. Chem. 268 (8): 5979—84. PMID 8383682.
3. 1 2  Ohki-Hamazaki H, Wada E, Matsui K, Wada K (1997). „Cloning and expression of the neuromedin B receptor and the third subtype of bombesin receptor genes in the mouse”. Brain Res. 762 (1-2): 165—72. PMID 9262170. doi:10.1016/S0006-8993(97)00380-6.
4. ↑  „Entrez Gene: BRS3 bombesin-like receptor 3”.
5. ↑  Fathi Z, Corjay MH, Shapira H, Wada E, Benya R, Jensen R, Viallet J, Sausville EA, Battey JF (1993). „BRS-3: a novel bombesin receptor subtype selectively expressed in testis and lung carcinoma cells”. J. Biol. Chem. 268 (8): 5979—84. PMID 8383682. Архивирано из оригинала 27. 12. 2007. г. Приступљено 04. 06. 2011.
6. ↑  Mantey SA, Weber HC, Sainz E, Akeson M, Ryan RR, Pradhan TK, Searles RP, Spindel ER, Battey JF, Coy DH, Jensen RT (1997). „Discovery of a high affinity radioligand for the human orphan receptor, bombesin receptor subtype 3, which demonstrates that it has a uniquepharmacology compared with other mammalian bombesin receptors.”. J. Biol. Chem. 272 (41): 26062—26071. PMID 9325344. doi:10.1074/jbc.272.41.26062.
7. ↑  Jensen RT, Battey JF, Spindel ER, Benya RV (2007). „International Union of Pharmacology: The Bombesin Receptors. Nomenclature, distribution, pharmacology, signaling and functions in normal and diseased states.”. Pharmacol. Rev. 60 (1): 1—42. PMC 2517428 . PMID 18055507. doi:10.1124/pr.107.07108.

## Dodatna literatura
- Gorbulev V, Akhundova A, Grzeschik KH, Fahrenholz F (1994). „Organization and chromosomal localization of the gene for the human bombesin receptor subtype expressed in pregnant uterus.”. FEBS Lett. 340 (3): 260—4. PMID 8131855. doi:10.1016/0014-5793(94)80150-9.
- Fathi, Z.; Corjay, M. H.; Shapira, H.;  . (1993). „BRS-3: a novel bombesin receptor subtype selectively expressed in testis and lung carcinoma cells.”. J. Biol. Chem. 268 (8): 5979—84. PMID 8383682.
- Kane, M. A.; Toi-Scott M; Johnson, G. L.;  . (1996). „Bombesin-like peptide receptors in human bronchial epithelial cells.”. Peptides. 17 (1): 111—8. PMID 8822519. doi:10.1016/0196-9781(95)02088-8.
- Ohki-Hamazaki H; Watase, K.; K, Yamamoto;  . (1997). „Mice lacking bombesin receptor subtype-3 develop metabolic defects and obesity.”. Nature. 390 (6656): 165—9. PMID 9367152. doi:10.1038/36568.
- Ryan, R. R.; Weber, H. C.; Hou, W.;  . (1998). „Ability of various bombesin receptor agonists and antagonists to alter intracellular signaling of the human orphan receptor BRS-3.”. J. Biol. Chem. 273 (22): 13613—24. PMID 9593699. doi:10.1074/jbc.273.22.13613.
- Liu, J.; Lao, Z. J.; Zhang, J.;  . (2002). „Molecular basis of the pharmacological difference between rat and human bombesin receptor subtype-3 (BRS-3).”. Biochemistry. 41 (28): 8954—60. PMID 12102638. doi:10.1021/bi0202777.
- Ross, M. T.; Grafham, D. V.; Coffey, A. J.;  . (2005). „The DNA sequence of the human X chromosome.”. Nature. 434 (7031): 325—37. PMC 2665286 . PMID 15772651. doi:10.1038/nature03440.
- Hou X, Wei L, Harada A, Tatamoto K (2007). „Activation of bombesin receptor subtype-3 stimulates adhesion of lung cancer cells.”. Lung Cancer. 54 (2): 143—8. PMID 16979789. doi:10.1016/j.lungcan.2006.08.005.
- Tan, Y. R.; Qin, X. Q.; Xiang, Y.;  . (2007). „PPARalpha and AP-2alpha regulate bombesin receptor subtype 3 expression in ozone-stressed bronchial epithelial cells.”. Biochem. J. 405 (1): 131—7. PMC 1925247 . PMID 17355223. doi:10.1042/BJ20061754.

## Spoljašnje veze
- „Bombesin Receptors: BB3”. IUPHAR Database of Receptors and Ion Channels. International Union of Basic and Clinical Pharmacology. Архивирано из оригинала 03. 03. 2016. г.
- bombesin+receptor+subtype+3 на 